# Xysticus jugalis larvatus
Xysticus jugalis là một phân loài nhện trong họ Thomisidae.
Loài này thuộc chi Xysticus. Xysticus jugalis larvatus được Lodovico di Caporiacco miêu tả năm 1949.